# Közbeékelődéses támadás
Nem összekeverendő a meet-in-the-middle vagy középen találkozásos kriptográfiai támadással.
A közbeékelődéses támadás vagy középreállásos támadás (angolban: man-in-the-middle attack, MITM) során a két fél közötti kommunikációt kompromittálja egy támadó úgy, hogy a kommunikációs csatornát (tipikusan valamilyen számítógépes hálózatot) eltérítve mindkét fél számára a másik félnek adja ki magát. Így a két fél azt hiszi, hogy egymással beszélget, miközben valójában mindketten a támadóval vannak csak kapcsolatban, aki így kijátszhatja az ilyen támadásra fel nem készített kihívás/válasz protokollokat, egyszerűen továbbítva a kihívást a másik félnek, majd visszaküldve annak válaszát.
A sikeres közbeékelődéses támadáshoz a támadónak hozzá kell férnie a kommunikációs csatornához, képesnek kell lennie lehallgatni a rajta küldött üzeneteket és megakadályozni, hogy eljussanak a valódi címzetthez. Ez történhet például ARP spoofinggal, DNS-mérgezéssel vagy egy, a támadó által telepített Wi-Fi bázisállomás segítségével.

Közbeékelődéses támadás

Egy példa: Alíz levelet akar küldeni Bobnak, de nem akarja, hogy a postai alkalmazottak elolvashassák azt, ezért a következő eljárást eszeli ki: vesz egy feltörhetetlen lakatot, a levelet egy ládikába teszi, lezárja a lakattal, és postán elküldi Bobnak. A kulcsot azonban nem tudja elküldeni, mert akkor bármelyik postai alkalmazott lemásoltathatná; ehelyett Bob is ráteszi a maga lakatját a ládára, és visszaküldi. Alíz leveszi a maga lakatját, és újra elküldi az ekkor már csak Bob lakatjával lezárt ládát, amiből Bob így kiveheti a levelet.
A postán dolgozó Mallory tudomást szerez a tervről, kilopja a küldemények közül Alíz csomagját, és a saját lakatját rátéve, feladóként Bobot megjelölve visszaküldi neki. Miután Alíz leveszi a maga lakatját, Mallory könnyedén el tudja olvasni a levelet, majd, továbbra is a saját lakatját használva, Alíz nevében elküldi azt Bobnak, végül a Bob által Alíznak visszaküldött csomagot újból ellopva leveszi a saját lakatját, és Alíz nevében visszaküldi a csomagot Bobnak. Így Mallory el tudta olvasni a levelet anélkül, hogy Alíz vagy Bob tudomást szerzett volna róla; noha a kommunikációs protokolljuk a két végpontja között biztonságos volt, nem tartalmazott semmilyen azonosítási eljárást annak garantálására, hogy a másik végpont valóban az, akinek kiadja magát, így könnyedén feltörhető volt.
Kivédésére rendszerint valamilyen nyilvános kulcsú rejtjelezésen alapuló azonosítási rendszert használnak, például a HTTP over SSL protokollnál a weboldalak bizonyítványait a másik fél által megbízhatónak tartott hitelesítő szervezetek írják alá, a PGP rendszerben pedig egy bizalmi háló kapcsolja össze a két felet.

## Külső hivatkozások
- Security Notes from All Over: Man-in-the-Middle Attack, Bruce Schneier, Crypto-Gram Newsletter, April 15, 2004 – egy példa nem elektronikus man-in-the-middle támadásra
- A Man-in-the-middle támadás[halott link] – Fóti Marcell, NetAcademia Tudástár